# Squalodelphinidae
A Squalodelphinidae az emlősök (Mammalia) osztályának párosujjú patások (Artiodactyla) rendjébe, ezen belül a cetek (Cetacea) alrendágába tartozó fosszilis család.

## Rendszerezés
A családba az alábbi 7 nem tartozik:
- Furcacetus
- Huaridelphis Lambert et al., 2014 - kora-középső miocén; Peru[3]
- Macrosqualodelphis Bianucci et al., 2018 - középső miocén; Peru
- Medocinia
- Notocetus Moreno, 1892 - kora-középső miocén; Argentína, Peru, Olaszország
- Phocageneus Leidy, 1869 - kora-középső miocén; Maryland és Virginia, USA
- Squalodelphis

## Fordítás
- Ez a szócikk részben vagy egészben  a   Squalodelphinidae című angol Wikipédia-szócikk ezen változatának fordításán alapul.  Az eredeti cikk szerkesztőit annak laptörténete sorolja fel. Ez a jelzés csupán a megfogalmazás eredetét és a szerzői jogokat jelzi, nem szolgál a cikkben szereplő információk forrásmegjelöléseként.